# Synaptolepis perrieri
Synaptolepis perrieri är en tibastväxtart som beskrevs av Jacques Désiré Leandri. Synaptolepis perrieri ingår i släktet Synaptolepis och familjen tibastväxter. Inga underarter finns listade i Catalogue of Life.